# Bobbi Starr
Elizabeth Renee Evans (Santa Clara, Califórnia, 6 de abril de 1983) é uma atriz pornográfica americana, mais conhecida como Bobbi Starr.

## Biografia
Bobbi Starr vem de uma família de ascendência italiana e húngara.[carece de fontes?] Graduou-se na Universidade de San José com um diploma em música. Toca piano e oboé.[carece de fontes?]

### Carreira
Bobbi começou a sua carreira na indústria pornográfica com a idade de 23 anos em circuitos mais alternativos que envolviam bondage e sadomasoquismo. Foi finalista do reality show America's Next Hot Porn Star, uma versão pornográfica do programa America's Next Top Model. Altura a partir da qual saltou definitivamente para o estrelato.[carece de fontes?]

### Performance
Nos filmes é particularmente conhecida pelo estilo hardcore onde sobressaem os seus intensos gemidos e por ser submissa aos homens. Teve cenas onde o ator enfia sua cabeça dentro da privada. Pratica sobretudo sexo oral, garganta funda, engolimento de esperma, bukkake, sexo anal (mais do que vaginal), creampie, dupla penetração, atm e gang bang.

## Prémios
- 2008: CAVR Starlet of Year[1]
- 2009: CAVR Star of Year
- 2009: CAVR Award – Siren of Year
- 2009: XRCO Award – Superslut[2]
- 2010: AVN Award – Most Outrageous Sex Scene – Belladonna: No Warning 4[3]
- 2010: AVN Award – Best Double Penetration Sex Scene – Bobbi Starr & Dana DeArmond's Insatiable Voyage[3]
- 2010: XRCO Award – Superslut[4]
- 2010: XRCO Award – Orgasmic Oralist[4]
- 2012: AVN Award – Female Performer of the Year[5]
- 2012: AVN Award – Best Porn Star Website[5]
- 2012: AVN Award – Best All-Sex Release, Mixed Format – Bobbi’s World[5]
- 2012: AVN Award – Best POV Sex Scene – Double Vision 3[5]
- 2012: XRCO Award – Orgasmic Analist[6]
- 2013 - AVN - Indicada melhor atriz pornô do ano.